# Kirche Mariä Himmelfahrt (Fratelia)
Die Kirche Mariä Himmelfahrt (Fratelia) (rumänisch Biserica romano-catolică “Adormirea Maicii Domnului”) ist eine römisch-katholische Kirche im VI. Bezirk Fratelia der westrumänischen Stadt Timișoara (deutsch Temeswar).

## Geschichte
Die kleine Kirche ohne Turm wurde im Jahr 1928 auf die Initiative des Salvatorianerpaters Columban Heinrich Cieslik in der Arbeiterkolonie Besenyei (Fratelia B) errichtet, und am 19. August 1928 vom damaligen Bischof Augustin Pacha geweiht. Ein Teil des Hauptaltars der Kirche stammt aus der ehemaligen Kapelle des römisch-katholischen Priesterseminar in Timișoara, das von den kommunistischen Behörden im Jahr 1948 aufgelöst wurde. Die Kirche gehört heute zur Pfarrkirche des Heiligen Josef in Fratelia. Gottesdienste werden hier in ungarischer, deutscher und rumänischer Sprache abgehalten.